# Кварт де Поблет
Кварт де Поблет (шп. Cuart de Poblet) град је у Шпанији у аутономној заједници Валенсијанска Заједница у покрајини Валенсија. Према процени из 2017. у граду је живело 24 776 становника.

## Становништво
Према процени, у граду је 2017. живело 24 776 становника.
| 2017.  |
| ------ |
| 24.776 |